# Ticoni
Ticoni, en llatí Tychonius o Tichonius, fou un literat d'Àfrica versat en literatura sacra i profana que va florir sota Teodosi I el Gran i els seus fills.
Era contemporani d'Agustí d'Hipona i de Rufí d'Aquileia. Va ser partidari dels donatistes, heretgia que es va negar sempre a abandonar. Agustí, tot i que refusava la doctrina, va alabar la seva capacitat intel·lectual i la seva eloqüència. Només es conserva una obra seva: Septem Regulae o De Septem Regulis, un codi de set regles per explicar les Sagrades Escriptures. Agustí d'Hipona en va fer un comentari. També va compondre un tractat en tres llibres, el primer titulat De Bello intestino, sobre decrets d'antics sínodes que podien afavorir els donatistes. El segon portava per títol Commentarium in Apocalypsis, on exposava la visió apocalíptica en un sentit purament espiritual, i el tercer es deia Expositio diversarum causarum, on exposava arguments en defensa del donatisme.